# Londža
Londža je rijeka u Slavoniji, Hrvatska.
Lijeva je pritoka Orljave koja se ulijeva u Savu. Izvire na jugozapadnim padinama Krndije, a zatim teče kroz Požešku kotlinu. U Orljavu se ulijeva 2 kilometra jugoistočno od Pleternice. Lonžda je duga 47 km, a površina porječja joj iznosi 562 km2.
Najznačajnije pritoke su Kutjevačka rijeka, Struga i Vrbova.